# Provincia di Bautista Saavedra

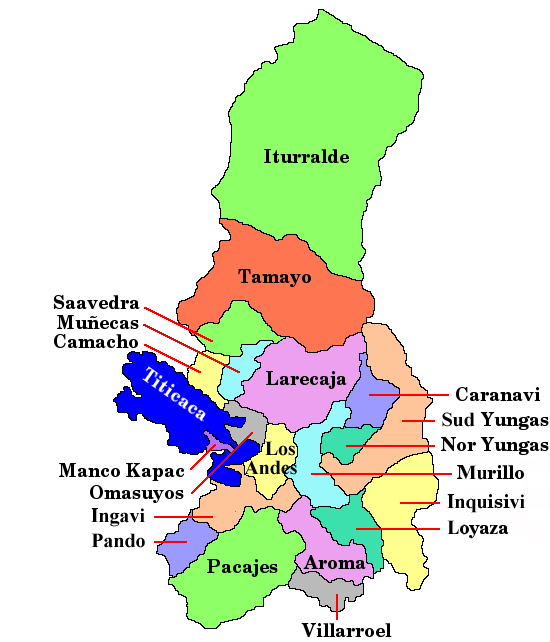
Dipartimento di La Paz

Bautista Saavedra è una delle venti province del dipartimento di La Paz, in Bolivia.
Deve il suo nome a Bautista Saavedra Mallea (1870-1939), Presidente della Bolivia dal 1920 al 1925.

## Posizione
La provincia sorge sull'Altipiano boliviano a nordest del lago Titicaca e confina da nord ovest a nordest con la provincia di Franz Tamayo, a ovest con il Perù, a sudovest con la provincia di Eliodoro Camacho, e a sud est con le province di Muñecas e Larecaja.
La provincia si estende su un territorio compreso circa tra 14° 45' e 15° 20' di latitudine sud e tra 68° 18' e 69° 12' longitudine ovest, e misura da Nord a Sud fino a 65 km, e da Ovest a Est fino a 90 km.

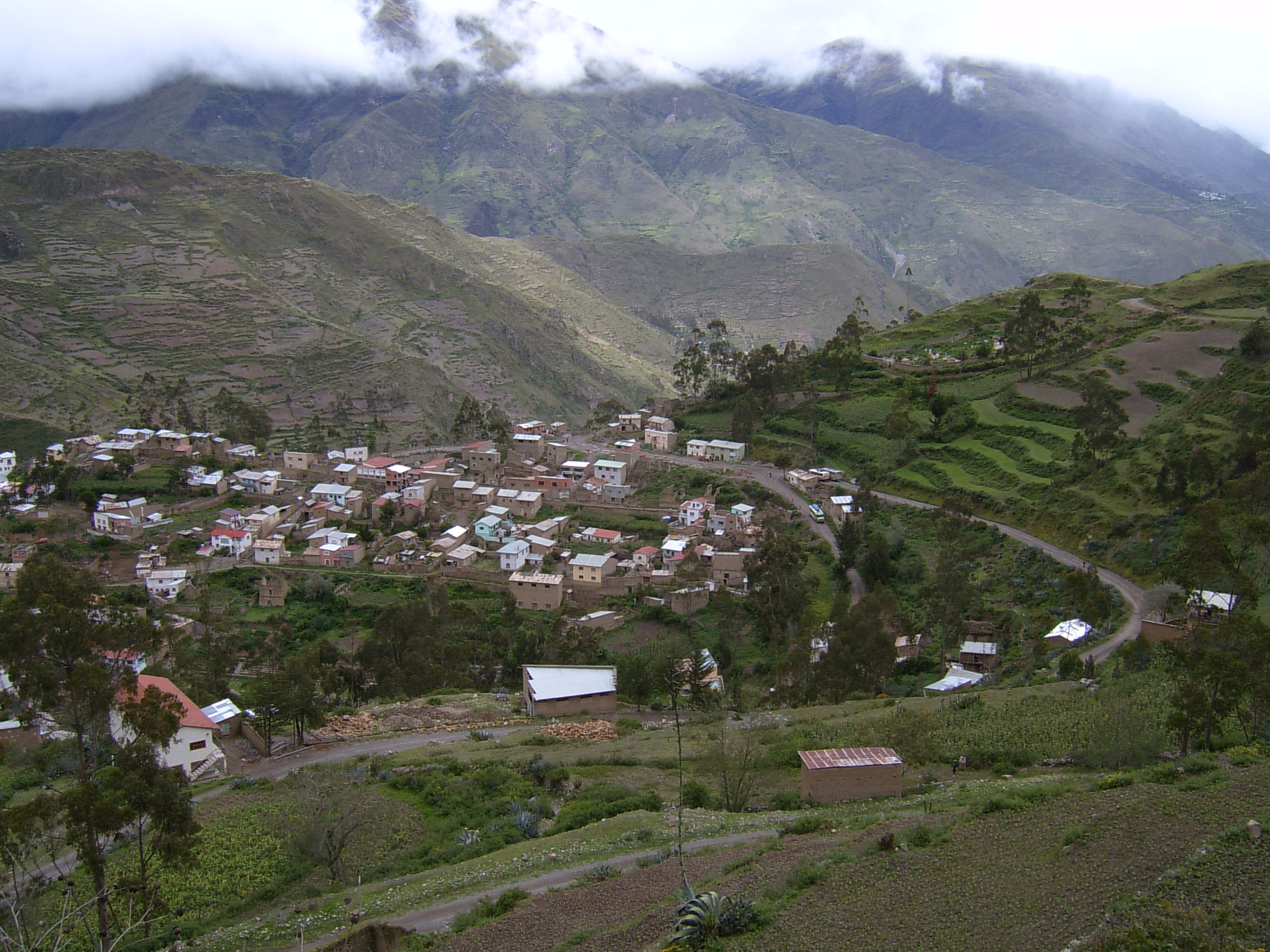
Panorama del capoluogo Charazani.

## Popolazione
La popolazione della provincia ha subito negli ultimi due decenni un incremento di circa il 30 %:
- 1992: 9 995 abitanti (Censimento)
- 2001: 11 475 abitanti (Censimento)
- 2005: 12 437 abitanti (Stima)[1]
- 2010: 12 851 abitanti (Stima)[2]

Il 41,3 % della popolazione è di età inferiore ai 15 anni. (1992)
L'indice di alfabetizzazione della provincia è del 55,2 %. (1992)
Il 46,6 % della popolazione parla spagnolo, 89,3 % parla Quechua, e il 36,1 % Aymara. (1992)
Il 94,3 % della popolazione non è raggiunta dall'elettricità, e il 93,3 % non gode di servizi sanitari (1992).
L'89,1 % degli abitanti segue la religione cattolica, mentre il 5,7 % è evangelico (1992).

## Geografia antropica

### Suddivisioni amministrative
La Provincia è suddivisa in 2 comuni:
- Curva - 2 596 abitanti (Stima del 2005)
- Charazani - 9 841 abitanti (Stima del 2005)